# Draco guentheri
Draco guentheri är en ödleart som beskrevs av  George Albert Boulenger 1885. Draco guentheri ingår i släktet flygdrakar, och familjen agamer. IUCN kategoriserar arten globalt som livskraftig. Inga underarter finns listade i Catalogue of Life.